# Brélidy
Brélidy é uma comuna francesa na região administrativa da Bretanha, no departamento Côtes-d'Armor. Estende-se por uma área de 8,13 km². Em 2010 a comuna tinha 299 habitantes (densidade: 36,8 hab./km²).